# 유약한
유약한(한국 한자: 劉約翰)은 일제강점기 때의 축구 선수, 육상 선수 겸 정구선수, 야구 선수, 농구 선수유도 선수, 스포츠 심판이였다.
당시 특성상 한 사람이 한 분야(체육)에서만 활동한 것이 아닌 여러 종목을 동시에 겸한 경우가 많았으며, 특히 유약한은 그 중에서도 여러 종목에서 활약했으며 특히 원반투(원반 던지기)에서 신기록을 세우는 등의 큰 활약을 펼치며 많은 대회 우승을 기록했다.
특히 1931년 일본 본토에 조선 대표로 파견되어 5종경기에서 3위를 수상하였다.또한 그 다음해에 올림픽 제2차예선 선수 명단에 이름을 올렸다.그리고 조선의 10대 명성의 선수를 뽑는 인기투표에 이름을 올렸다.

## 수상

### 대회 기록
연희전문학교
- 전조선축구대회 청년단 준우승 ●: 1929[11]

### 개인 기록
- 조선육상경기대회 투포환 예선 3위 ●: 1925[12]
- 조선육상경기대회 원반투 1위 ●: 1926[13]
- 대항육상경기 원반투 2위 ●: 1926[14]
- 재동경유학생환영육상경기 원반투 3위 ●: 1927[15]
- 육상경기 원반투 2위 ●: 1928[16]
- 일독야항육상경기대회조선예선 원반투 1위 ●: 1929[17]
- 제5회 조선신경대회 원반투 1위 (신기록) ●: 1929[18]
- 제1회 사립전문학교육상경기 삼단도 1위 ●: 1930[19]
- 제1회 사립전문학교육상경기 포환투 1위 ●: 1930[1]
- 제1회 사립전문학교육상경기 조폭도 2위 ●: 1930[1]
- 조선신궁경기대회 투원반 1위 ●: 1930[20]
- 육상경기 십걸(十傑) 선정: 1930[21]
- 대총부육상회 투포환 1위 ●: 1931[22]
- 대회명 미상 오종경기 3위 ●: 1931[7]
- 대총부육상회 주고도 2위 ●: 1931[22]
- 대총부육상회 투원반 1위 (신기록) ●: 1931[22]
- 대총부육상회 투창 1위 ●: 1931[22]
- 조선육상레코드경기대회 투포환 1위 ●: 1931[23]
- 조선육상레코드경기대회 투원반 1위 ●: 1931[23]
- 전조선육상경기 투핸대 2위 ●: 1930[24]
- 대만철육상경기대회 투창 1위 ●: 1932[25]
- 대만철육상경기대회 투원반 1위 ●: 1932[25]
- 제8회 조선육상경기대회 투포환 1위 ●: 1932[26]
- 제8회 조선육상경기대회 투원반 1위 ●: 1932[26]
- 제8회 조선육상경기대회 투창 1위 ●: 1932[26]
- 조선신궁경기대회 경성육상예선 투원반 1위 ●: 1932[27]
- 조선신궁경기대회 육상경기 투창 1위 (신기록) ●: 1930[28]
- 올림픽 제2차예선 오종경기 4위 ●: 1932[29]
- 조선대만주육상경기대회 투원반 1위 ●: 1930[30]
- 육상경기 십걸(十傑)상 선정 투원반 종목: 1932[31]
- 대회명 미상 투포환 2위 ●: 1933[32]
- 대회명 미상 투원반 1위 ●: 1933[32]
- 대회명 미상 투창 1위 (신기록) ●: 1933[32]
- 경성선수권대회 투원반 1위 ●: 1933[33]
- 조대대전경성육상경기 투창 1위 ●: 1933[34]
- 조대대전경성육상경기 투원반 1위 ●: 1933[34]

등의 기록들이 있다.